# Consumer Health Informatics
Consumer Health Informatics (CHI) ist ein Teilgebiet der Medizinischen Informatik und befasst sich mit der Untersuchung von konsumentenorientierten e-Health-Diensten. Im Fokus steht dabei die Idee, elektronische Gesundheitsressourcen medizinischen Laien zugänglich zu machen. Dazu analysiert CHI die Informationsbedürfnisse von Nutzern und untersucht Möglichkeiten, Informationen nutzerangepasst zugänglich zu machen.

## Definition
In der Literatur findet sich eine Vielzahl an Definitionen. So definiert die American Medical Informatics Association CHI als „das Arbeitsgebiet, welches sich der Informatik aus unterschiedlichen Konsumenten- und Patientenperspektiven widmet“. Für die CHI Arbeitsgruppe der IMIA (International Medical Informatics Association) ist CHI der „Einsatz von modernen Computern und Telekommunikation um Konsumenten bei der Informationsgewinnung, der Analyse von individuellen Gesundheitsbedürfnissen und der gesundheitsbezogenen Entscheidungsunterstützung zu helfen“. Betrachtet man die Definitionen des Begriffs Consumer Health Informatics, die Flaherty, Hoffman-Goetz und Arocha in ihrem Systematic Review aus der Literatur extrahierten, fällt auf, dass diese sich vor allem der Beantwortung von vier Fragen widmen:
1. Wer
2. stellt wem
3. welchen Service
4. zu welchem Zweck zur Verfügung?

## Konsumentenzentrierung
Generell fällt bei der Definitionsübersicht auf, dass medizinische Laien wie Patienten oder gesunde Bürger als Zielgruppe angesprochen werden, denen „Systeme“ mit oder ohne die Anwesenheit einer medizinischen Fachkraft zur Verfügung gestellt werden. Im Umfeld von CHI spielen also sowohl Anwendungen aus der Telemedizin eine Rolle, bei der Patienten, Ärzte und andere Leistungserbringer über Telekommunikation zusammenarbeiten, als auch e-Health-Dienste, die medizinische Laien ohne die Beteiligung von Ärzten nutzen. In diesem Zusammenhang sind mobile Gesundheitsservices im Sinne des mHealth zu nennen, die beispielsweise Apps umfassen.
Im Sinne des Consumer Health Informatics werden nicht nur klassische Gesundheitsinformationsangebote im Internet betrachtet, sondern auch Web-2.0-Anwendungen, die den Nutzer aktiv einbinden. In diesem Zusammenhang spielt auch der Begriff des Gesundheit 2.0 eine Rolle, der die Integration des Patienten in der Gesundheitsversorgung meint.
Die Zielsetzungen von konsumentenorientierten, elektronischen Gesundheitsdiensten sind vielfältig und umfassen das Patienten-Empowerment und die Kompetenzsteigerung der Konsumenten in medizinischer Hinsicht, um sie zu informierten Partnern im medizinischen Entscheidungsprozess zu machen (Partizipative Entscheidungsfindung). Die Präferenzen der Konsumenten sollen durch die Möglichkeit der Individualisierung Berücksichtigung finden. Schlussendlich ist es das Ziel, bessere Public-Health-Outcomes in Gesellschaften zu erreichen.
CHI befasst sich mit patientenzentrierter Information – dabei ist es wichtig, dass Patienten in der Lage sind, ihre eigene Gesundheit mit Hilfe elektronischer Ressourcen zu steuern. In diesem Zusammenhang ist die e-Health Literacy der Konsumenten von Wichtigkeit. Das Konzept der e-Health Literacy umfasst sechs Kompetenzarten, die für eine Nutzung von elektronischen Gesundheitsressourcen durch Individuen nötig sind:
1. Traditionelle Literacy: Die Fähigkeit, Texte zu lesen und zu schreiben und Zahlen zu verstehen. Konsumentenorientierte Gesundheitsanwendungen sollten also z. B. auf ein angemessenes Sprachlevel für den angedachten Nutzer achten.
2. Informationskompetenz: Die Fähigkeit, erhaltene Informationen anwenden zu können.
3. Scientific Literacy: Naturwissenschaftliche Grundbildung
4. Health literacy: Die Fähigkeit, Gesundheitsinformationen zu finden, zu lesen, zu verstehen und für angemessene Gesundheitsentscheidungen anzuwenden
5. Media literacy: Die Fähigkeit, Medien zu verstehen, z. B. Quellen nach Vertrauenswürdigkeit zu beurteilen
6. Computer literacy: Die Fähigkeit, Hard- und Software zu verstehen und sinnvoll anzuwenden.

CHI beinhaltet ebenfalls Technologien, die den Patienten als „Primäruser“ des Gesundheitswesens in den Fokus setzen. Dazu werden Informationsquellen, Kommunikation, Videokonferenzen und vieles mehr in Betracht gezogen. Nachdem über Jahre hinweg hauptsächlich Anwendungen für medizinisches Fachpersonal entwickelt wurde, steigt nun das Interesse Patienten über Computer und Telekommunikation direkt anzusprechen. CHI steht folglich am Kreuzungspunkt vieler wissenschaftlicher Arbeitsfelder und ist daher möglicherweise das komplexeste und am schnellsten wachsende Teilgebiet der Medizinischen Informatik. Zuwachsraten von bis zu mehreren hundert Prozent im zurückliegenden Jahrzehnt (2004–2013) der medizinischen Fachliteratur und das Erscheinen von CHI-Lehrbüchern unterstreichen das.
CHI ebnet für den Bürger mit seinen Gesundheitsbelangen den Weg ins Informationszeitalter. Zu den aktuellen Herausforderungen gehört, CHI einen definierten Platz als eine neue Form der Gesundheitsversorgung zu erschließen. In Analogie zu neuen Therapien ist in Studien die Wirksamkeit von Consumer Health Informatics Diensten nachzuweisen und eine ethische Diskussion über den dabei erkennbaren Nutzen wie auch über verbleibende Schadensrisiken zu führen. Sofern Konsens über einen klar überwiegenden Nutzen besteht, müssen die CHI-Dienste über die Selbstverwaltung des Gesundheitswesens (Gemeinsamer Bundesausschuss) als abrechenbare Leistungen festgestellt werden.

## Benachbarte Gebiete
Aktuell steht CHI zwischen vielen gesundheitsbezogenen Feldern wie der Pflege und Pflegeinformatik, Ambient Assisted Living, Quantified Self aber auch der Gesundheitsförderung und -schulung.